# Bring ’Em Bach Alive!
Bring 'Em Bach Alive! — дебютный сольный студийный альбом Себастьяна Баха, бывшего вокалиста группы Skid Row. Выпущен в ноябре 1999 года на Spitfire Records. Это концертный альбом, состоящий из песен Skid Row, за исключением первых пяти новых песен.

## Список композиций
1. «Rock 'N' Roll» — 5:52
2. «Done Bleeding» — 5:07
3. «Superjerk, Superstar, Supertears» — 2:38
4. «Blasphemer» — 2:26
5. «Counterpunch» — 3:55
6. «Slave To The Grind» — 3:10
7. «Frozen» — 7:00
8. «18 and Life» — 5:10
9. «Beat Yourself Blind» — 5:23
10. «Riot Act» — 1:58
11. «Mudkicker» — 4:04
12. «In a Darkened Room» — 5:07
13. «Monkey Business / Godzilla» — 9:30
14. «The Most Powerful Man In The World» (Jimmy Flemion)- 2:44
15. «I Remember You» — 5:59
16. «Youth Gone Wild» — 4:21